# Panagia Kantariotissa

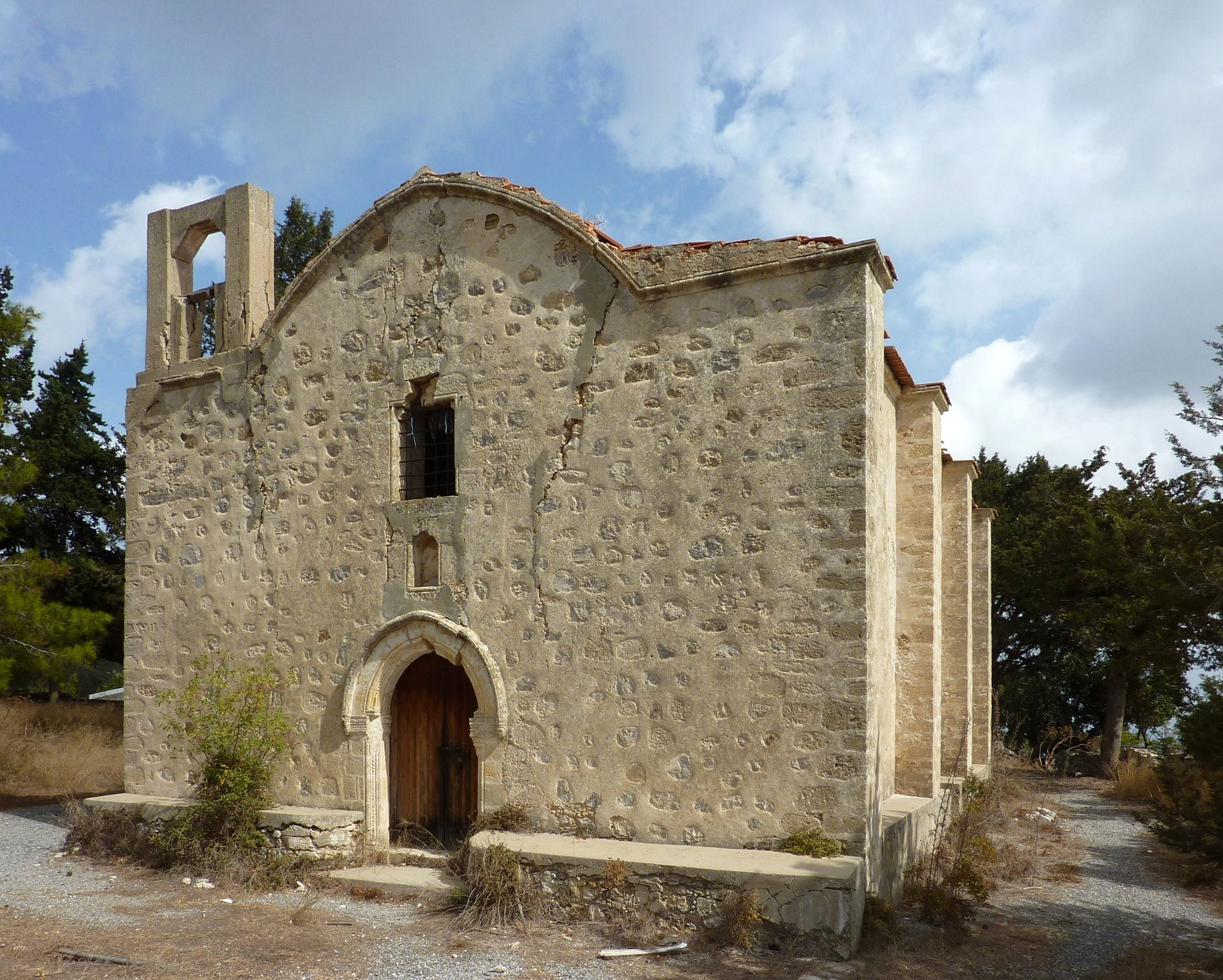
Panagia Kantariotissa

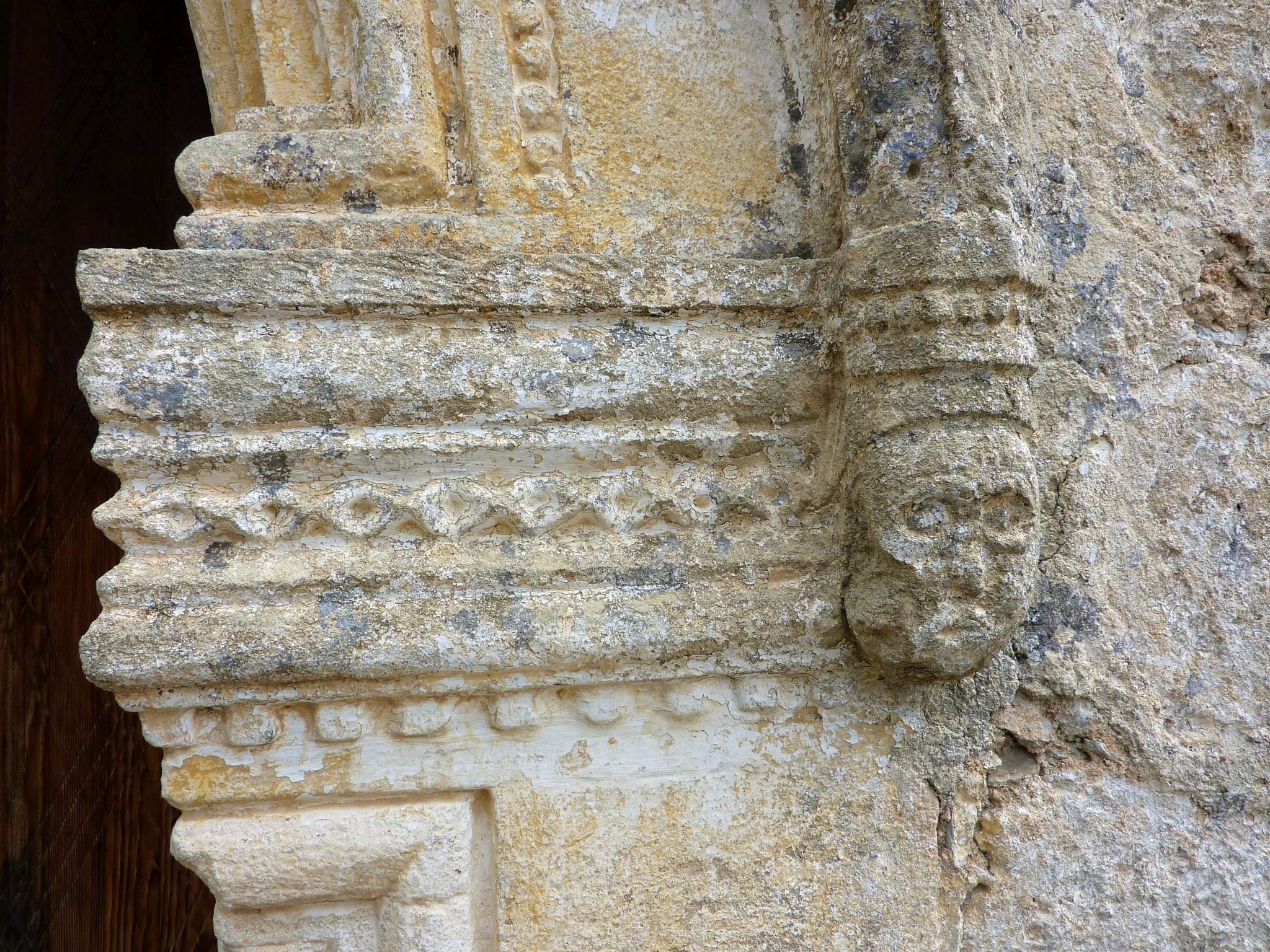
Detail des Westportals

Panagia Kantariotissa (auch Kloster Kantara; griech.: Παναγία Κονταριώτισσα) war ein Kloster auf der Karpas-Halbinsel im Nordosten Zyperns. Es war der Panagia Kantariotissa, Unserer Frau von Kantara geweiht. Es liegt 550 m über dem Meeresspiegel nahe den Dörfern Davlos und Ardana. Seinen Namen erhielt das Kloster von der nahegelegenen Burg Kantara, dessen Name wiederum arabischen Ursprungs ist.
Erstmals erwähnt wird das orthodoxe Kloster des 11. oder 12. Jahrhunderts im Zusammenhang mit zwei Mönchen namens Ioannis und Konon, die 1221 aus Kleinasien in die Region kamen. Den bald bekannt gewordenen Mönchen schlossen sich nach und nach weitere elf Mönche an, die jedoch durch die seit 1191 auf Zypern dominierende katholische Kirche der Häresie angeklagt wurden. Sie wurden 1229 gefangengesetzt und am 19. Mai 1231 am Ufer des Pedieos in Nicosia verbrannt. Die geistliche Gemeinschaft war damit wahrscheinlich ausgelöscht. Den Hintergrund dieser Ereignisse dürfte das Bemühen der auf Rom ausgerichteten Kirche gewesen sein, den Zustrom von Männern in die orthodoxen Klöster oder in das Priesteramt zu unterbinden, von denen sie glaubten, sie wollten sich damit den Feudallasten entziehen. Dementsprechende Beschlüsse fasste eine Versammlung am 20. Oktober 1220 gefasst.
Mitte des 17. Jahrhunderts gründete Erzbischof Nikiforos ein neues Kloster und Erzbischof Chrysanthos (1767–1810) ließ das Gebäude 1777 neu errichten. Abt Makarios beauftragte 1783 den Ikonenmaler Laurentios, die Ikonen der Ikonostasis zu malen, wobei auch der Neugründungsakt durch Nikiforos abgebildet wurde. Im Kloster lebten zu dieser Zeit 14 Mönche.
Doch ab Mitte des 19. Jahrhunderts lebten immer weniger Mönche dort, zu Ende des Jahrhunderts lebte nur noch der fast hundertjährige Eremit Symeon in den Baulichkeiten, der ursprünglich aus Konstantinopel kam und auf dem Sinai 40 Jahre gelebt hatte, um seit 20 Jahren in Kantara zu bleiben. Neben ihm wurden sechs Priester und ein Bischof von Esmé Scott-Stevenson beim Gottesdienst angetroffen. Der Bischof hatte neben der Eremitage drei Hütten für Besucher bauen lassen. Im zweiten Jahrzehnt des 20. Jahrhunderts beschrieb George Jeffery es als kleine Kirche, umgeben von monastischen Gebäuden.
Anfang des 20. Jahrhunderts war das Land des Klosters verpachtet, wobei am Glockenturm noch Reparaturen vorgenommen wurden. 1925 erwarben Familien aus Famagusta Klosterland und mit Unterstützung der britischen Kolonialverwaltung entstand ein Bergresort. Die Kirche des Klosters wurde eine Art Gemeindekirche, in der jeweils am 15. August Mariä Aufnahme in den Himmel zelebriert wurde. Am 19. Mai wurde zudem jedes Jahr des Martyriums der Dreizehn Mönche gedacht. Der Überlieferung nach waren diese Abt Ioanis, Konon, Jeremia, Markus, Kyril, Theoktistos, Barnabas, Maximos, Theognostus, Joseph, Gennadios, Gerasimos und Germanos.
Die Verehrung als Märtyrer lässt sich erstmals im 15. Jahrhundert fassen. Die Diigisis, ein Manuskript des 14. Jahrhunderts ist in zwei Handschriften überliefert. Die eine stammt aus dem Jahr 1426 und befindet sich in der Pariser Bibliothèque nationale de France, die zweite in der Biblioteca Marciana in Venedig (Ms. 575).
Am 14. August 1974 besetzte die türkische Armee Kantara. Da das Gebäude von niemandem mehr genutzt wurde, konnten Inneneinrichtung und Kunstwerke leicht gestohlen werden. Immerhin hatte P. Ctorides die Ikonen fotografiert, so dass Aussicht auf Auffindung und Rückkehr besteht.